# 葉先
48°23′34″N 22°16′23″E / 48.39278°N 22.27306°E
葉先（烏克蘭語：Есень）是位於烏克蘭西部外喀爾巴阡州的烏日霍羅德區的村莊，始建於1470年，面積0.032平方公里，2001年人口1,677，人口密度每平方公里52,406.25人。